# Marian Jaworski
Marian Franciszek Jaworski (Leopoli, 21 agosto 1926 – Cracovia, 5 settembre 2020) è stato un cardinale e arcivescovo cattolico polacco naturalizzato ucraino.

## Biografia
Il 25 giugno 1950 fu ordinato presbitero in Polonia.

### Presbitero
Dopo due anni di ministero pastorale (1950-1952), riprese gli studi e nel 1965 conseguì un dottorato in teologia presso l'Università Jagellonica di Cracovia e uno in filosofia presso l'Università Cattolica di Lublino e l'Accademia Teologica di Varsavia.
Nel 1970 divenne segretario del Consiglio scientifico dei vescovi polacchi, incarico che ricoprì fino al 1984. Dal 1976 al 1981 fu inoltre consulente del Pontificio Dipartimento Teologico di Cracovia, di cui fu rettore dal 1981 al 1987.
Jaworski ebbe per decenni una solidissima amicizia con Karol Wojtyła, futuro papa Giovanni Paolo II, certamente rafforzatasi negli anni sessanta allorquando questi, che era arcivescovo di Cracovia e quindi impegnato a Roma col Concilio Vaticano II, chiese a monsignor Jaworski di sostituirlo in una visita pastorale. Durante il tragitto che lo conduceva alla parrocchia soggetta alla visita, il treno su cui viaggiava ebbe un incidente, causando al futuro cardinale l'amputazione della mano sinistra.

### Ministero episcopale e cardinalato
Il 21 maggio 1984 fu nominato vescovo titolare di Lambesi e amministratore apostolico di Leopoli e dei territori della Polonia. Ricevette la consacrazione episcopale il 23 giugno dello stesso anno per l'imposizione delle mani del cardinale Franciszek Macharski.
Il 16 gennaio 1991 fu nominato arcivescovo della medesima sede.
Fu creato cardinale in pectore nel concistoro del 1998. Fu uno dei quattro cardinali nominati in segreto dal Sovrano Pontefice durante il suo regno. Il motivo di questo tipo di conferimenti è quello di evitare che i cardinali siano sottoposti a ulteriori pressioni da parte dei poteri politici dei Paesi in cui vivono. La sua nomina fu poi resa pubblica da papa Giovanni Paolo II nel concistoro del 21 febbraio 2001, dove fu insignito del titolo di cardinale-presbitero di S. Sisto. Partecipò al conclave del 2005 nel quale fu eletto papa Benedetto XVI.
Il 21 ottobre 2008 papa Benedetto XVI accettò le sue dimissioni per raggiunti limiti di età; gli successe l'arcivescovo coadiutore Mieczysław Mokrzycki.
Dal 1992 al 2008 fu presidente della Conferenza episcopale ucraina. Gli succedette anche in questa carica l'arcivescovo Mieczysław Mokrzycki.
Morì a Cracovia il 5 settembre 2020 all'età di 94 anni. In seguito ai solenni funerali presieduti 6 giorni dopo dall'arcivescovo di Leopoli Mieczysław Mokrzycki presso il santuario mariano di Kalwaria Zebrzydowska, venne sepolto nella cappella sottostante all'immagine sacra della Madonna del Calvario.. Durante le esequie il nunzio apostolico Salvatore Pennacchio diede lettura di un testo di papa Francesco.

## Genealogia episcopale e successione apostolica
La genealogia episcopale è:
- Cardinale Scipione Rebiba
- Cardinale Giulio Antonio Santori
- Cardinale Girolamo Bernerio, O.P.
- Arcivescovo Galeazzo Sanvitale
- Cardinale Ludovico Ludovisi
- Cardinale Luigi Caetani
- Cardinale Ulderico Carpegna
- Cardinale Paluzzo Paluzzi Altieri degli Albertoni
- Papa Benedetto XIII
- Papa Benedetto XIV
- Papa Clemente XIII
- Cardinale Enrico Benedetto Stuart
- Papa Leone XII
- Cardinale Chiarissimo Falconieri Mellini
- Cardinale Camillo Di Pietro
- Cardinale Mieczysław Halka Ledóchowski
- Cardinale Jan Maurycy Paweł Puzyna de Kosielsko
- Arcivescovo Józef Bilczewski
- Arcivescovo Bolesław Twardowski
- Arcivescovo Eugeniusz Baziak
- Papa Giovanni Paolo II
- Cardinale Franciszek Macharski
- Cardinale Marian Jaworski

La successione apostolica è:
- Vescovo Rafal Wladyslaw Kiernicki, O.F.M.Conv. (1991)
- Vescovo Jan Olszanski, M.I.C. (1991)
- Vescovo Markijan Trofym'yak (1991)
- Vescovo Maksymilian Leonid Dubrawski, O.F.M. (1998)
- Vescovo Marian Buczek (2002)
- Vescovo Leon Mały (2002)
- Vescovo Bronisław Bernacki (2002)
- Vescovo Vitaliy Skomarovskyi (2003)
- Vescovo Jan Niemiec (2006)
- Arcivescovo Petro Herkulan Malchuk, O.F.M. (2008)